# Гутенштетен
Гутенштетен (њем. Gutenstetten) општина је у њемачкој савезној држави Баварска. Једно је од 38 општинских средишта округа Нојштат ан дер Ајш-Бад Виндсхајм. Према процјени из 2010. у општини је живјело 1.395 становника. Посједује регионалну шифру (AGS) 9575128.

## Географски и демографски подаци
Гутенштетен се налази у савезној држави Баварска у округу Нојштат ан дер Ајш-Бад Виндсхајм. Општина се налази на надморској висини од 287 метара. Површина општине износи 21,4 km². У самом мјесту је, према процјени из 2010. године, живјело 1.395 становника. Просјечна густина становништва износи 65 становника/km².

## Међународна сарадња
| Мјесто | Држава    | Врста сарадње | Од    |
| ------ | --------- | ------------- | ----- |
|        | Француска | партнерство   | 1987. |
| Извор  |           |               |       |